# NGC 3867
NGC 3867 (również PGC 36649 lub UGC 6731) – galaktyka spiralna (S?), znajdująca się w gwiazdozbiorze Lwa. Odkrył ją Édouard Jean-Marie Stephan 23 marca 1881 roku.